# Naqa
Naqa of Naga'a (Arabisch: النقعة, an-Naqʿa) is een ruïnestad uit de Oudheid, gelegen in Soedan. De stad lag in het Koesjitische koninkrijk Meroë. De oude stad ligt ongeveer 170 kilometer ten noordoosten van Khartoem en ongeveer 50 kilometer ten oosten van de rivier de Nijl. Hier komen kleine wadi's uit in de Wadi Awateib, die zijn begin heeft op een plateau in het midden van de regio Butana en noordwaarts gaat naar Wad ban Naqa, waar hij uitkomt bij de Nijl. Naqa was vanaf de Nijl bereikbaar per kameel of ezel en zou een belangrijke handelspost met strategisch belang geweest kunnen zijn langs de weg naar het oosten. 
Naqa is een van de grootste verwoeste plaatsen in het land en duidt op een belangrijke oude stad, gelegen op deze locatie. Het was een van de belangrijke plaatsen van het Koninkrijk van Meroë, dat diende als een brug tussen de Mediterrane Wereld en Afrika.
De site heeft twee opmerkelijke tempels, één gewijd aan Amon en de andere aan Apedemak. Verder is er ook een Romeinse kiosk in de buurt.